# Resolució 1867 del Consell de Seguretat de les Nacions Unides
La Resolució 1867 del Consell de Seguretat de les Nacions Unides fou adoptada per unanimitat el 26 de febrer de 2009. Recordant les resolucions anteriors sobre Timor Oriental, i a petició del seu govern, el Consell amplia el mandat de la Missió Integrada de les Nacions Unides a Timor Oriental (UNMIT) un any més, fins al 26 de febrer de 2010, encomanant-li que prestés suport a les eleccions locals d'aquest any.
El Consell reconeix el paper important de la UNMIT en la promoció de la pau, l'estabilitat i el desenvolupament al país després de la crisi de 2006 i els atacs contra el president i el primer ministre el 2008, assenyalant que la situació política i de seguretat actual, encara que generalment tranquil·la, es mantenia fràgil. Va encoratjar la UNMIT a donar suport al Govern en els seus esforços per reformar el sector de la seguretat, donant suport a la represa gradual de les responsabilitats de la Policia Nacional de Timor Oriental supervisada pel govern timorès i la UNMIT. També es va demanar a la UNMIT que intensifiqués els seus esforços per ajudar a la formació, la tutoria, el desenvolupament institucional i l'enfortiment de la PNTL, amb l'objectiu de millorar la seva eficàcia.